# HD172690
HD172690 — хімічно пекулярна зоря спектрального класу A0, що має видиму зоряну величину в смузі V приблизно  7,5.
Вона  розташована на відстані близько 813,4 світлових років від Сонця.

## Пекулярний хімічний склад
Зоряна атмосфера HD172690 має підвищений вміст 
Si
.